# Waihaha (rivière)
La rivière Waihaha  (en anglais : Waihaha River) est un cours d’eau de la région  Waikato dans l’Île du Nord de la Nouvelle-Zélande.

## Géographie
Elle s’écoule de son origine de plusieurs ruisseaux dans l’ouest du Lac Taupo, dont les plus importants sont la rivière Mangatu et le ‘Waitaia Streams’, qui ont leurs sources dans la chaîne de ‘Hauhungaroa Range’. La rivière Waihaha s’écoule dans la baie ouest du lac Taupo au niveau du village de ‘Waihaha’, à 20 km au  nord de la ville de Kuratau.

(en) Land Information New Zealand, « détail emplacement: Waihaha (rivière) », sur New Zealand Gazetteer